# Dänische Wiek

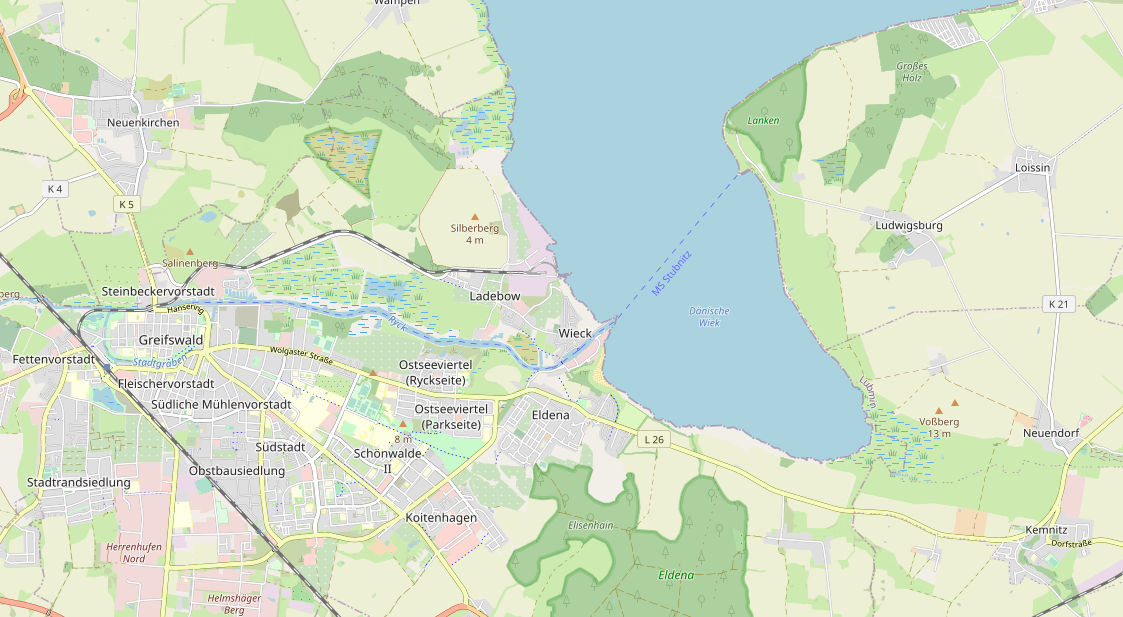
Die Dänische Wiek und Greifswald

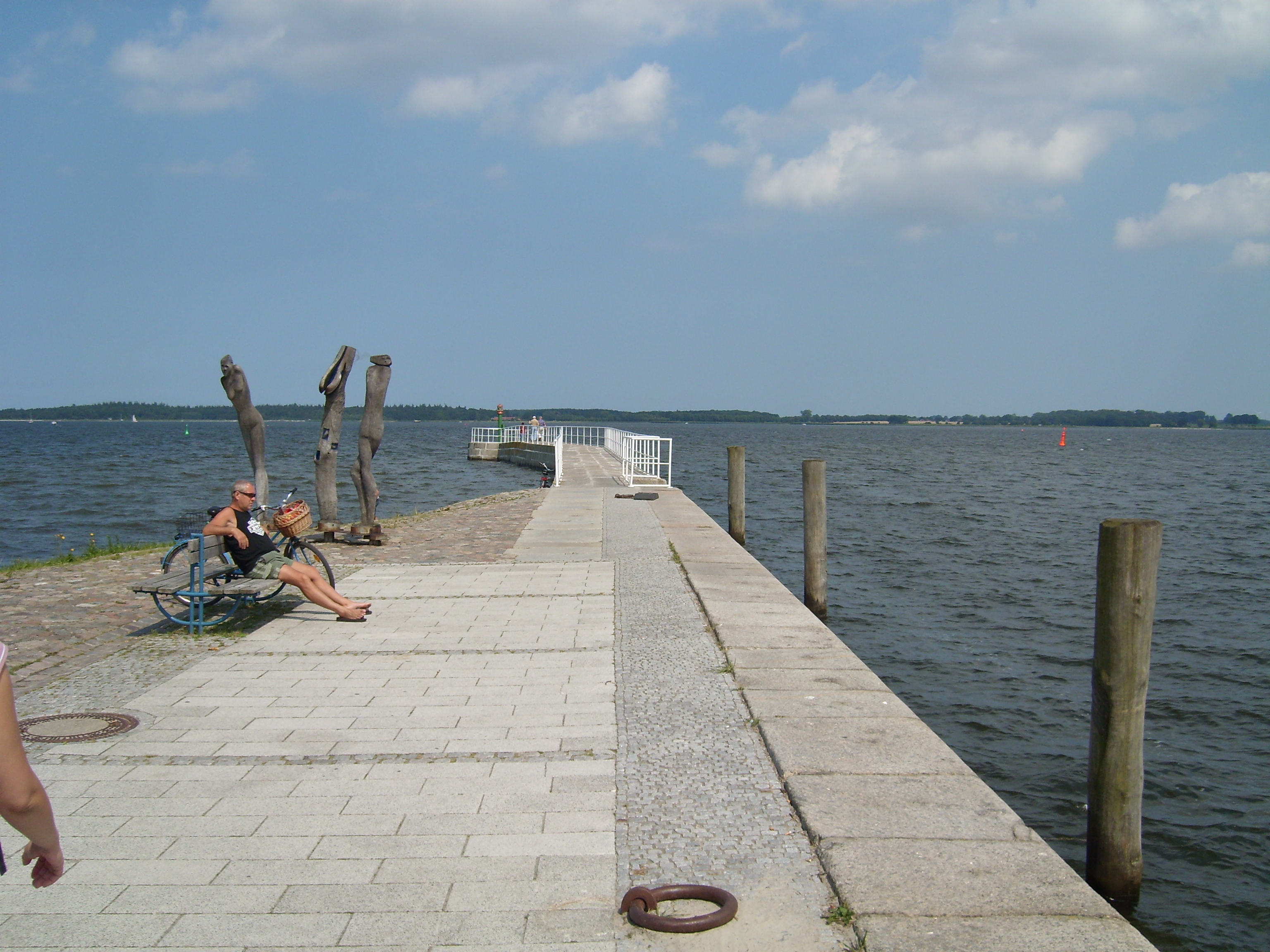
Die Dänische Wiek bei Wieck

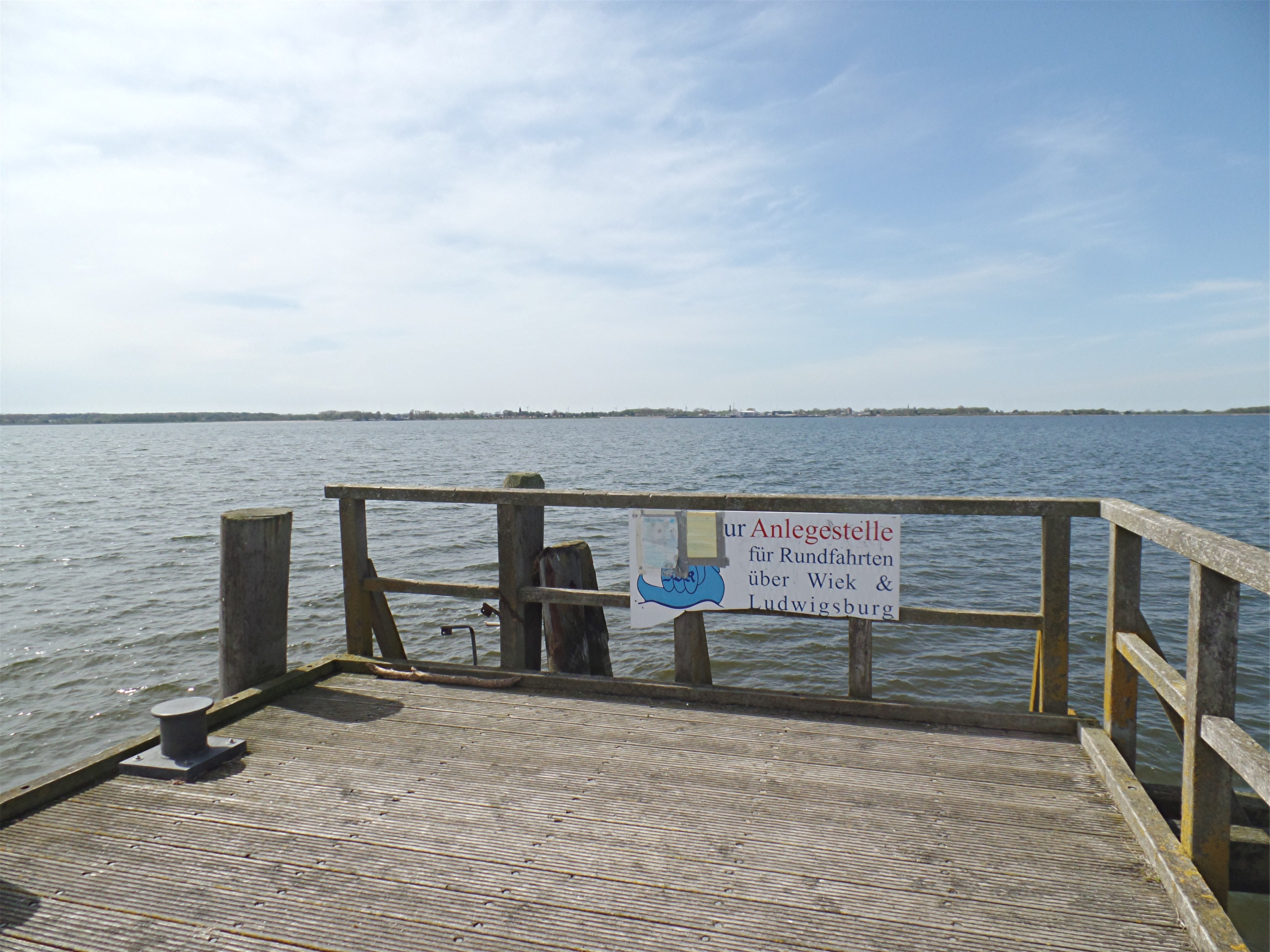
Anlegestelle Ludwigsburg gegenüber von Wieck

Die Dänische Wiek (früher auch das Dänische Wick) ist eine Bucht im Süden des Greifswalder Boddens (einer Lagune der südlichen Ostsee) an der Mündung des Flusses Ryck unweit der Stadt Greifswald.
Sie ist etwa 2½ Kilometer breit, 3 Kilometer lang und ihre Küstenlinie hat eine Länge von etwa 4½ Kilometern. Sie ist annähernd wie ein Parallelogramm aufgebaut und hat eine Fläche von zirka 7,5 km², nach anderen Mitteilungen 8,1 km². Damit beträgt ihr Anteil an der Gesamtfläche des Greifswalder Boddens nur 1,6 %. Ihre Tiefen liegen zwischen 0,9 und 4,6 Metern, bei einer durchschnittlichen Tiefe von 3,87 m.
Die Greifswalder Ortsteile Wieck, Eldena und Ladebow liegen am Südwestufer der Bucht, wo auch der Ryck mündet; im Osten grenzen die Gemeindegebiete von Loissin und Kemnitz an die Bucht. Die Bucht ist an den meisten Stellen sehr flach (unter vier Meter), tiefer sind nur die Fahrrinnen zum Hafen von Ladebow (6,9 m) und zum Ryck (4 m).
Der am Westufer der Dänischen Wiek liegende Seehafen der Stadt Greifswald – Ladebow –, einst als „Ölhafen“ Treibstofflieferant für Hilfsschiffe der DDR-Volksmarine geläufig, ist ein maritimer wirtschaftlicher Faktor Greifswalds. Das Fahrwasser zur Ansteuerung der Häfen Ladebow und Wieck beginnt an der Leuchttonne „Greifswald“ am Salzboddengrund im Greifswalder Bodden und wird durch Tonnen und Leuchtfeuer gekennzeichnet.
Die Senke der Dänischen Wiek wird nach Osten durch den feucht-moorigen Ziesebruch (unter 5 m ü. NN) bis zum Peenestrom bei Wolgast verlängert. Im Nordwestteil ragt das flache Wampener Riff weit in die Bucht. Der Südostteil der Bucht ist für den Motorbootverkehr gesperrt. Die Strandbäder Eldena an der Süd-, Ludwigsburg an der Ost- und der Strand von Wampen (Sandbank) an der Westküste der Wieck sind sowohl von Einheimischen als auch Touristen frequentiert.
Der Name der Bucht dürfte von den Mönchen des Klosters Eldena abstammen. Der Klostergründer Fürst Jaromar I. von Rügen siedelte an der Bucht dänische Zisterziensermönche an, die 1199 das Kloster Hilda in Eldena gründeten.